# Prahlad Jani
Prahlad Jani, znany również jako Mataji lub Chunriwala Mataji (ur. 13 sierpnia 1929, zm. 26 maja 2020) był indyjskim mnichem, twierdził, że od 1940 nie jadł, ani nie pił nic, miał być karmiony przez boginię Durgę. Wyniki śledztwa w jego sprawie były traktowane jako poufne i ze sceptycyzmem. Dokonał kilku wystąpień medialnych i publicznych.

## Biografia
Prahlad Jani urodził się 13 sierpnia 1929 w wiosce Charada w Indiach Brytyjskich (dzisiejsza Mehsana, Gudźarat, Indie). Według Janiego, opuścił on swój dom w wieku siedmiu lat, by zamieszkać w dżungli.
W wieku 12 lat Jani przeszedł duchowe doświadczenie i został wyznawcą hinduskiej bogini Durgi. Od tego czasu zdecydował się ubierać tak jak jej wielbiciele, mając na sobie czerwoną szatę podobną do sari, biżuterię i karmazynowe kwiaty we włosach do ramion. Jani był powszechnie znany jako Mataji („[manifestacja] Wielkiej Matki”). Wierzył, że Bogini karmiła go przez otwór w jego podniebieniu.
Od lat 70 XX w. Jani żył jako pustelnik w jaskini w lesie w Gudźarat. Zmarł 26 maja 2020 w swojej rodzinnej Charadzie. Został pochowany dwa dni po  śmierci w jego aśramie na wzgórzu Gibbar, leżącym w  sąsiedztwie parikramy przy terenach świątyni Ambaji.

## Dochodzenia
Przeprowadzono dwa badania obserwacyjne i jedno badanie obrazowe Janiego. Badania obserwacyjne przeprowadzono w 2003 r. i w 2010 r., w obu z udziałem dr Sudhir Shah, neurologa ze Sterling Hospitals w Ahmedabad w Indiach, który badał osoby twierdzące, że mają wyjątkowe zdolności, w tym inne osoby postne, takie jak Hira Ratan Manek. W obu przypadkach badacze potwierdzili zdolność Janiego do zdrowego przeżycia bez jedzenia i wody w okresach testowych, chociaż żadne z badań nie zostało opublikowane w czasopiśmie naukowym. Podczas przesłuchania po sześciu dniach od rozpoczęcia eksperymentu w 2010 r. Rzecznik DRDO ogłosił, że obserwacje z badań będą „poufne” do czasu ustalenia wyników. Lekarze niezaangażowani w badania oraz inni krytycy kwestionowali trafność badań i stwierdzili, że chociaż ludzie mogą przeżyć wiele dni bez jedzenia i wody, to nie jest możliwe przetrwanie latami zwłaszcza, że glukoza, substrat niezbędny do odpowiedniego funkcjonowania mózgu nie jest dostarczany.

### Badania z 2003 r.
W 2003, dr Sudhir Shah oraz inni lekarze ze Sterlings Hospitals w Ahmedabad w Indiach obserwowali Janiego przez 10 dni. Przebywał w zamkniętym pokoju. Lekarze stwierdzili, że podczas obserwacji nie oddał moczu ani kału, ale wydawało się, że mocz tworzy się w pęcherzu. Rzecznik szpitala powiedział, że Jani miał dobrą kondycję fizyczną, ale jego otwór w podniebieniu był w nieprawidłowym stanie. Również fakt, że masa ciała Janiego zauważalnie spadła w ciągu 10 dni badania wzbudził sceptycyzm co do jego stwierdzenia, że może żyć bez żadnego pożywienia.

### Badania z 2010 r.
Od 22 kwietnia do 6 maja 2010, Prahlad Jani był ponownie obserwowany i testowany przez dr Sudhir Shah i zespół 35 badaczy z Indyjskiego Instytutu Fizjologii i Nauk Pokrewnych (DIPAS) oraz innych organizacji. Dyrektor DIPAS powiedział, że wyniki obserwacji mogą „przynieść ogromne korzyści ludzkości”, a także „żołnierzom, ofiarom nieszczęść i astronautom”, z których wszyscy być może będą musieli przetrwać bez jedzenia lub wody przez długi czas. Testy zostały ponownie przeprowadzone w Sterling Hospitals. Anil Gupta z SRISTI, zaangażowany w monitorowanie testów, opisał zespół jako „zaintrygowany” krijami Janiego, które najwyraźniej pozwalają mu kontrolować fizjologiczne funkcje jego organizmu.
Zespół badał Janiego podczas codziennych badań klinicznych, badań krwi i skanów. Jani miał być również obserwowany cały czas przy użyciu wielu kamer CCTV i obserwacji własnych. Naukowcy twierdzą, że Jani został wyniesiony z zamkniętego pomieszczenia w celu przeprowadzenia testów i ekspozycji na słońce podczas ciągłego nagrywania wideo.
Po piętnastu dniach obserwacji, podczas których podobno nie jadł, nie pił ani nie oddawał moczu i kału, wszystkie badania lekarskie Jani zostały zgłoszone jako normalne.  Lekarze poinformowali, że chociaż ilość płynu w pęcherzu Janiego wahała się i że Jani wydawał się być „zdolnym do wytwarzania moczu w jego własnym pęcherzu”, to ani razu nie oddał moczu. Na podstawie poziomów leptyny i greliny w organizmie Prahada Janiego, dwóch hormonów związanych z apetytem, naukowcy z DRDO przypuszczają, że Jani może wykazywać umiejętność silnego przystosowania się do braku pożywienia i ograniczenia spożywania wody. DIPAS stwierdził w 2010 r., Że planowane są dalsze badania, łącznie z badaniami, w jaki sposób metaboliczne odpady są usuwane z organizmu Janiego, skąd czerpie on energię potrzebną do życia i w jaki sposób utrzymuje swój stan nawodnienia.

### Badania obrazowania mózgu w 2017 r.
Niezależnie od badań DRDO, zespół IIT Madras przeprowadził badanie obrazowe w 2017 roku. Zebrali obrazy mózgu Janiego i zmierzyli rozmiar gruczołów szyszynki i przysadki mózgowej. Wynik badania obrazowego pokazuje, że wielkość szyszynki i przysadki mózgowej Janiego jest tego samego rzędu, co u 10-letniego chłopca. Wyniki badań zostały opublikowane w czasopismach naukowych.

### Reakcje na badania
Dr Michael Van Rooyen, dyrektor Inicjatywy Humanitarnej z Harvard University, odrzucił wyniki obserwacji jako „niemożliwe”, zauważając, że ciała głęboko niedożywionych ludzi szybko zużywają zasoby własnego organizmu, powodując niewydolność nerek, wątroby, serca oraz tachykardię. Rzeczniczka Amerykańskiego Towarzystwa Dietetycznego stwierdziła: „Najważniejsze jest to, że post dłuższy niż jeden dzień może być niebezpieczny. Potrzeba jedzenia, aby funkcjonować”. Ludzie, którzy unikają jedzenia i wody, aby naśladować mistyczne postacie, często umierają z niedożywienia lub odwodnienia. Sanal Edamaruku scharakteryzował eksperyment jako farsę pozwalającą Jani wyjść poza pole widzenia kamer CCTV, twierdząc, że materiał wideo pokazał, że Jani mógł przyjmować wielbicieli i opuścić zamknięte pomieszczenie testowe do opalania. Edamaruku powiedział również, że czynności związane z płukaniem gardła i kąpielą były niedostatecznie monitorowane. Edamaruku odmówiono dostępu do strony, na której przeprowadzono testy zarówno w 2003, jak i 2010 r. oraz oskarżył Janiego o posiadanie „wpływowych obrońców”, którzy są odpowiedzialni za odmowę mu pozwolenia na wgląd w projekt podczas jego eksploatacji, mimo że został zaproszony do udziału w teście podczas transmisji telewizyjnej na żywo. Indyjskie Stowarzyszenie Racjonalistów, na którego czele stoi Edamaruku, zaobserwowało, że osoby twierdzące jakoby miały posiadać podobne zdolności byli odkrywani jako oszuści. W 2010 roku wybitny sceptyk naukowy James Randi skrytykował badania przeprowadzone przez rząd Indii, powołując się na niewystarczającą analizę tematu. Zaproponował również, że jeśli Prahlad Jani będzie mógł udowodnić swoje twierdzenia, otrzyma nagrodę One Million Dollar Paranormal Challenge, która była nagrodą w wysokości miliona dolarów za udowodnienie posiadania właściwości paranormalnych.
We wrześniu 2010 r. Dr Shah ogłosił, że naukowcy z Austrii i Niemiec zaproponowali, że odwiedzą Indie w celu przeprowadzenia dalszych badań nad Janim. Naukowcy ze Stanów Zjednoczonych również zaoferowali udział w badaniach. Jani wyraził zainteresowanie współpracą w dalszych dochodzeniach.

## Wystąpienia w telewizji, wideo i publicznie
W 2006 roku The Discovery Channel wyemitował film dokumentalny zatytułowany „The Boy with Divine Powers”, zawierający pięciominutowy wywiad z Janim i Shah. W 2010 roku Independent Television Network (ITN) opublikował artykuł i film z udziałem Prahlada Janiego, komentujący testy z 2010 roku.  W 2010 roku Prahlad Jani pojawił się w austriackim filmie dokumentalnym „Am Anfang war das Licht” (angielski tytuł In the Beginning There Was Light).
W październiku 2010 r. Włoska stacja telewizyjna Rai 2 wyemitowała program o nazwie „Voyager”, który przedstawił obszerny raport na temat Prahlada Janiego i testów.
W październiku 2011 roku, Jani był pujya param (mistrz ceremonii) w dużej Shobha jatra (procesja religijna), która odbyła się w pobliżu Gandhinagar.